# 加瓦爾吉村
加瓦爾吉村（波斯語：گورج），是伊朗吉兰省阿姆拉什县兰库区索馬姆鄉的一个村。2006年人口普查顯示該村人口为158人，分佈在60个家庭中。